# 카시미르 원소
리 대수 이론에서, 카시미르 원소(Casimir元素, 영어: Casimir element)는 리 대수의 보편 포락 대수의 중심의 특별한 원소이다.

## 정의
체 {\displaystyle K} 위의 리 대수 {\displaystyle {\mathfrak {g}}}의 보편 포락 대수 {\displaystyle \operatorname {U} ({\mathfrak {g}})}의 환으로서의 중심 {\displaystyle \operatorname {Z} (\operatorname {U} ({\mathfrak {g}}))}를 생각하자. 이는 {\displaystyle K} 위의 벡터 공간이다. 물론, 이는 {\displaystyle \operatorname {U} ({\mathfrak {g}})}의 표준적인 자연수 등급에 의하여 등급 벡터 공간으로 분해된다.
{\displaystyle \operatorname {Z} (\operatorname {U} ({\mathfrak {g}}))=\bigoplus _{i=0}^{\infty }\operatorname {Z} _{i}(\operatorname {U} ({\mathfrak {g}}))}
푸앵카레-버코프-비트 정리에 따라서, {\displaystyle \operatorname {Z} _{i}(\operatorname {U} ({\mathfrak {g}}))}는 {\displaystyle {\mathfrak {g}}^{*}} 변수의 {\displaystyle i}차 불변 다항식들의 공간과 같다.
두 불변 다항식의 곱은 물론 불변 다항식이다. 두 (양의 차수의) 불변 다항식의 곱으로 표현될 수 없는 동차 불변 다항식에 대응하는 {\displaystyle \operatorname {Z} (\operatorname {U} ({\mathfrak {g}}))}의 원소를 {\displaystyle {\mathfrak {g}}}의 카시미르 원소라고 한다.

### 이차 카시미르 원소
특히, 만약 {\displaystyle {\mathfrak {g}}}가 표수 0의 체 {\displaystyle K}위의 단순 리 대수라면, 그 킬링 형식 {\displaystyle B}는 비퇴화 이차 형식이며, 그 역행렬 {\displaystyle B^{-1}(-,-)}은 {\displaystyle {\mathfrak {g}}^{*}} 위의 2차 불변 다항식이므로, 카시미르 원소를 이룬다. 이를 {\displaystyle {\mathfrak {g}}}의 이차 카시미르 원소(영어: quadratic Casimir element)라고 한다.
특히, 만약 {\displaystyle K}가 대수적으로 닫힌 체일 때, {\displaystyle B}에 대한 정규 직교 기저를 {\displaystyle x_{i}}라고 하면, 이차 카시미르 원소는 다음과 같다.
{\displaystyle C=\sum _{i}x_{i}x_{i}\in \operatorname {U} ({\mathfrak {g}})}

## 성질

### 하리시찬드라 동형
만약 {\displaystyle {\mathfrak {g}}}가 (대수적으로 닫힌 체일 필요가 없는) 표수 0의 체 위의 가약 리 대수일 경우, 하리시찬드라 동형(영어: Harish-Chandra isomorphism)에 의하여, 다음과 같은 동형 사상이 존재한다.
{\displaystyle \operatorname {Z} (\operatorname {U} ({\mathfrak {g}}))\to \operatorname {Sym} ({\mathfrak {g}})^{\operatorname {W} ({\mathfrak {g}})}}
여기서 우변은 {\displaystyle {\mathfrak {g}}}로 생성되는 대칭 대수의 원소 가운데, 바일 군 {\displaystyle \operatorname {W} ({\mathfrak {g}})}의 작용에 대하여 불변인 것들의 부분 공간이다.

### 라플라스-벨트라미 연산자
리 군 {\displaystyle G}의 리 대수가 반단순 리 대수라고 하자. 그렇다면, 그 위에서 킬링 형식 {\displaystyle B}는 준 리만 계량을 정의하며, 2차 카시미르 불변량은 이 준 리만 다양체 {\displaystyle (G,B)}의 라플라스-벨트라미 연산자 {\displaystyle \Delta _{B}}와 같다.

## 예
표수 0의 체 {\displaystyle K} 위의 (양의 정부호) 3차원 직교 리 대수 {\displaystyle {\mathfrak {so}}(3;K)}를 생각하자. 그 기저는 다음과 같이 잡을 수 있다.
{\displaystyle L_{x}={\begin{pmatrix}0&0&0\\0&0&-1\\0&1&0\end{pmatrix}},L_{y}={\begin{pmatrix}0&0&1\\0&0&0\\-1&0&0\end{pmatrix}},L_{z}={\begin{pmatrix}0&-1&0\\1&0&0\\0&0&0\end{pmatrix}}}
그렇다면, 이차 카시미르 원소
{\displaystyle L^{2}=L_{x}^{2}+L_{y}^{2}+L_{z}^{2}=-2{\begin{pmatrix}1&0&0\\0&1&0\\0&0&1\end{pmatrix}}}
을 정의할 수 있다. 이는 대각 행렬이므로, 보편 포락 대수의 중심에 속함을 알 수 있다.
양자역학에서, {\displaystyle L_{i}}는 세 직교 방향에 대한 각운동량에 해당하며, 이차 카시미르 원소 {\displaystyle L^{2}}는 각운동량의 크기의 절댓값의 제곱의 기댓값이다. (이는 물론 각운동량의 크기의 절댓값의 기댓값의 제곱과 다르다.) 총 각운동량 양자수의 스칼라 값을 {\displaystyle \ell }이라고 할 때, 이는 {\displaystyle \ell (\ell +1)}에 해당한다. 여기서 사용한 3차원 정의(定義) 표현은 스핀 {\displaystyle \ell =1}에 해당하므로, {\displaystyle L^{2}=2}가 된다.

## 역사
헨드릭 카시미르가 양자 강체 동역학에 대한 1931년 박사 학위 논문에서 {\displaystyle {\mathfrak {so}}(3)}의 이차 카시미르 불변량을 최초로 사용하였다.:81
하리시찬드라 동형은 하리시찬드라 메로트라가 도입하였다.

## 같이 보기
- 파울리-루반스키 벡터
- 클렙슈-고르단 계수